# Francesco Millea
Francesco Millea (Catanzaro, 26 luglio 1941 – Parigi, 7 novembre 2003) è stato un calciatore italiano, di ruolo difensore.

## Carriera
Dopo gli esordi nei campionati regionali calabresi, nel 1962 passa al Cosenza, disputando due campionati di Serie B per un totale di 54 presenze ed un gol, prima della retrocessione in Serie C avvenuta nel 1964.
Resta al Cosenza, prendendo parte ad altri cinque campionati di terza serie.